# Jean-Francois Christophe
Jean-François Christophe (Creil, Francia, 27 de junio de 1987) es un futbolista francés. Juega de volante y su actual equipo es el AFC Compiègne de la Championnat de France Amateurs de Francia.

## Clubes
| Club            | País       | Año       |
| --------------- | ---------- | --------- |
| Portsmouth FC   | Inglaterra | 2007      |
| AFC Bournemouth | Inglaterra | 2007-2008 |
| Yeovil Town     | Inglaterra | 2008      |
| Southend United | Inglaterra | 2008-2010 |
| Oldham Athletic | Inglaterra | 2010      |
| AFC Compiègne   | Francia    | 2010-     |